# جامع فيروز آغا
جامع فيروز آغا (بالتركية: Firuz Ağa Camii)‏ هو جامع يقع في شارع ديوان,إسطنبول.
تم بناء الجامع من قبل المسؤول عن الخزينة في عهد بايزيد الثاني فيروز اغا عام 1491 م.

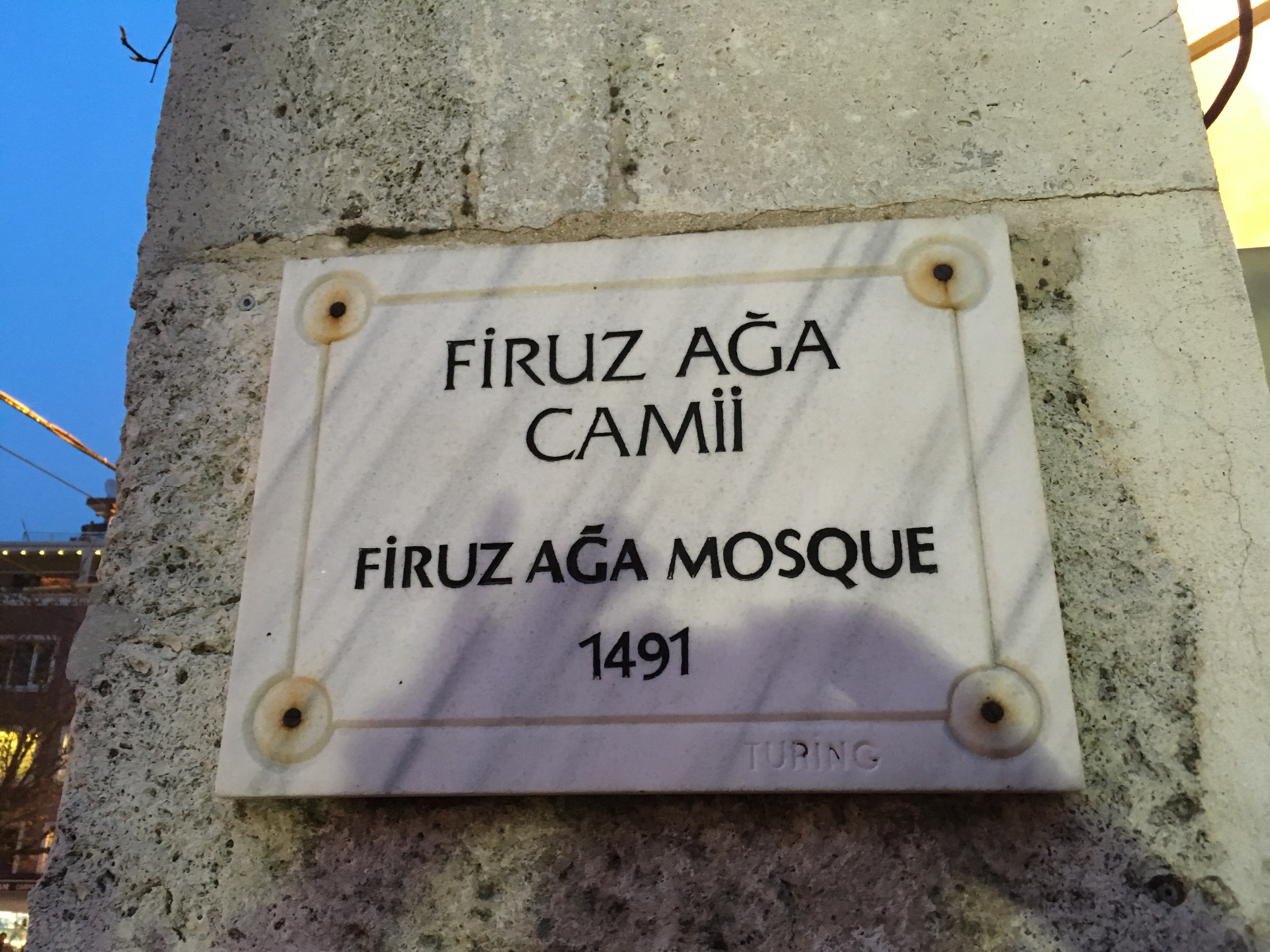
لوحة رخامية تظهر اسم و تاريخ إنشاء الجامع